# Ponte dei Salti

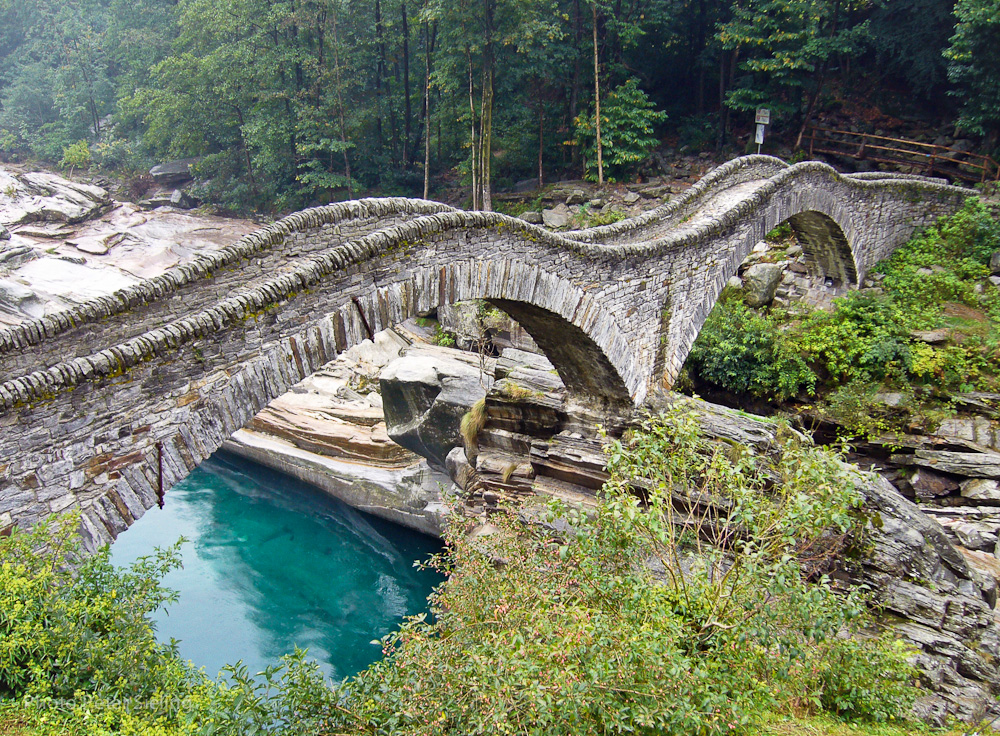
Ponte dei Salti (2006)

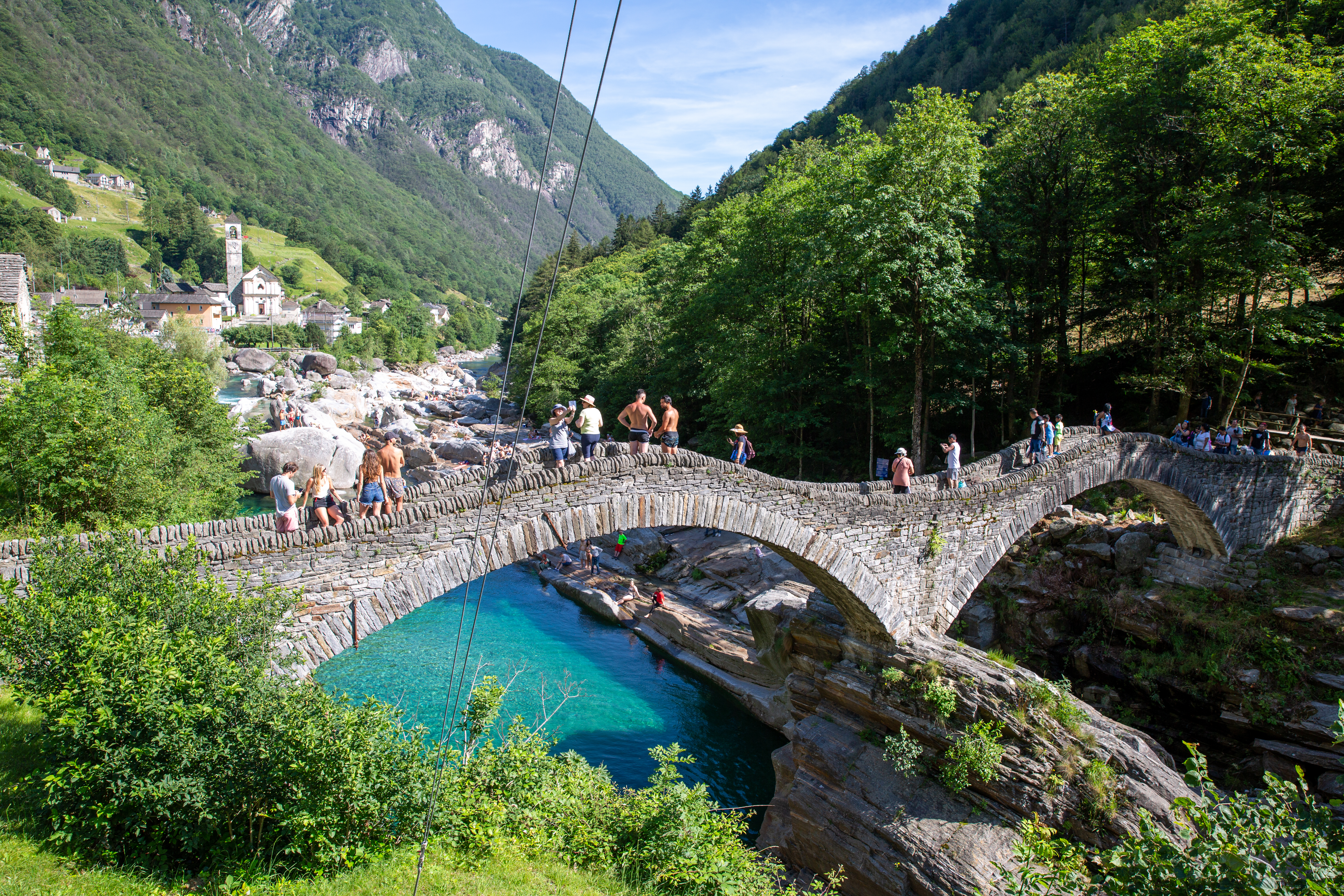
Brücke mit Dorf Lavertezzo

Die Ponte dei Salti (sinngemäss deutsch Brücke der Sprünge) ist eine Fussgängerbrücke über die Verzasca in Lavertezzo im Schweizer Kanton Tessin.
Die Steinbrücke mit zwei Bögen wurde im 17. Jahrhundert gebaut. Es handelt sich um ein geschütztes Kulturgut regionaler Bedeutung.
Ihre beiden Bögen haben Stützweiten von je 14 m. Der Fussweg folgt der Form der Bögen, weniger um der Brücke ein elegantes Aussehen zu verleihen, als um Mauerwerk im Bereich der Zwickel einzusparen und gleichzeitig das auf den Bögen lastende Gewicht gering zu halten. Der Fussweg auf der Brücke ist gerade breit genug, dass zwei Personen aneinander vorbeigehen können. Die Brüstungsmauern sind nur kniehoch, um ausreichend Platz für die von den Eseln getragenen Säcke zu lassen. Die Höhe der Brücke über dem Fluss hängt von dem jeweiligen Wasserstand ab, dürfte aber meist ebenfalls etwa 14 m betragen.
1868 war der als Widerlager dienende Felsen am rechten Ufer durch die reissenden Wasser der jährlichen Fluten so erodiert, dass er nachgab und der rechte Bogen in den Fluss stürzte. Der Bogen wurde zunächst durch eine Holzkonstruktion, später durch einen Eisenträger ersetzt, dessen Stütze 1951 aber ebenfalls weggespült wurde. Darauf erhielt die Brücke 1960 wieder einen Steinbogen und damit ihr ursprüngliches Aussehen zurück.
2016 widmete die Schweizerische Post dieser berühmten Brücke eigens eine Zwei-Franken-Briefmarke, die von Urs Schüpbach und Kaspar Eigensatz gestaltet wurde, nachdem die Brücke bereits 1991 Motiv einer Marke in einer mehrteiligen Serie über Brücken gewesen war.
Die Ponte dei Salti wird von deutschsprachigen Touristen oftmals als «Römerbrücke» bezeichnet. Diese volksmundliche Beziehung ist insofern irreführend, als die Brücke nicht von den Römern gebaut oder je genutzt wurde.
Unter der Brücke bildet die Verzasca ein bis zu 9 Meter tiefes und ca. 120 Meter langes Becken, das bei Wassersportlern sehr beliebt ist. Zusammen mit dem klaren Wasser bilden die vom Fluss abgeschliffenen Granitfelsen sowohl unter als auch über der Wasseroberfläche ein besonderes visuelles Erlebnis. Deshalb ist die Ponte dei Salti einer der bekanntesten und beliebtesten Tauchplätze im Verzascatal. Die selbst bei niedrigem Wasserstand herrschende Strömung führt jedoch immer wieder zu Bade- oder Tauchunfällen an dieser Stelle. Bei Hochwasser ist der Aufenthalt im Becken unter der Ponte dei Salti selbst für geübte Wassersportler lebensgefährlich.